# Барское (Сокольский район)
Барское — деревня в Сокольском районе Вологодской области.
Входит в состав Пригородного сельского поселения, с точки зрения административно-территориального деления — в Пригородный сельсовет.
Расстояние по автодороге до районного центра Сокола — 20 км, до центра муниципального образования Литеги — 7 км. Ближайшие населённые пункты — Шастово-Заберезное, Шастово, Степаново.
По переписи 2002 года население — 16 человек.